# A pucér pasi (Így jártam anyátokkal)
A pucér pasi az Így jártam anyátokkal című televízió-sorozat negyedik évadának kilencedik epizódja. Eredetileg 2008. november 24-én vetítették, míg Magyarországon 2010. május 10-én.
Ebben az epizódban Robin udvarlója, Mitch, a Pucér Pasi nevű technikát veti be, ami miután beválik, Lily, Barney, és Ted figyelmét is felkelti.

## Cselekmény
Ted nehezen tud talpraállni a Stellával történt szakítása után. Aztán egyik nap a munkahelyi liftben szóba elegyedik Vickyvel, akivel többször utazott már együtt. Minden jól halad, míg ki nem böki, hogy otthagyták az oltárnál. De ezzel nem ront a helyzetén, így megbeszélnek egy randit.
Aznap este későn ér haza, és Robinnal találkozik, aki kint telefonál a ház előtt. Amikor belép, megdöbbenve látja, hogy Mitch, Robin randija, anyaszült meztelenül ül a kanapén. A kínos incidenst követően Ted lemegy a bárba, ahol beszámol a többieknek arról, mit tapasztalt. Mikor Lily elmondja, hogy a randi egyébként rémes volt, mert Robin egész este SMS-ezett vele, Ted visszamegy a lakásba, hogy kifaggassa a módszerről. Mitch szerint a Pucér Pasi egy olyan technika, ami vagy magabiztos vagy szánakozó benyomást kelt a nőkben, ami a középszerű tulajdonságaival szemben egy megnyerő erény. Legalábbis háromból kétszer mindig bejön. Amikor a többiek rájönnek, hogy Robinnál működött, elhatározzák, hogy ők is kipróbálják.
Barney szerint ez forradalmasítja az egyéjszakás kalandokat, míg Lily szerint Barney csak érez valamit Robin iránt, és ezért zavarja a dolog. Barney szerint ő csak olyan, mint Batman (kütyüket használ a nők megszédítéséhez), míg Mitch olyan, mint Superman (csak letépi a ruháját, és megy a menet). Ted bámulatosnak találja a módszert, Marshall szerint viszont helytelen, és Robin egy lotyó, mert így nem lehet  lefeküdni senkivel, csak szerelemből. Lily erre kijelenti, hogy tudna mondani 50 okot arra, miért szexel az egyik ember a másikkal. Elkezdik számolni, de végül csak 46-ig jutnak. Eközben Ted is készül a randijára Vickyvel, Barney pedig győzködi, hogy vesse be a Pucér Pasit. Eleinte nem akarja, de amikor látja, mennyire ellenszenvesen viselkedik Vicky, úgy dönt, kipróbálja.
Robin bizonyítani akarja, hogy nem lotyó, és van több is Mitch-ben, és ezért feküdt le vele, nem a módszeréért, ezért második randira megy vele. Mitch átlát a szitán, és egyből lejön neki, miről szól a dolog, és ezt meg is mondja neki. Közben Ted és Barney egyszerre próbálják ki a trükköt, és arról beszélnek egymással telefonon, hogy milyen pózban álljanak meg. Amikor Ted megtalálja az egyik kedvenc verseskötetét Vickynél, majdnem meggondolja magát, de amikor kiderül, hogy az nem is az övé, beveti a Pucér Pasit. Ugyanebben az időben ezt teszi Barney is, sőt még Lily is.
Később a bárban eldicsekszik vele Ted, hogy bejött a módszer, majd Lily is. Robin elhozza magával Mitch-et, de Marshall visszavonja, hogy lotyónak hívta őt, így már tényleg nincs szüksége rá. Kiderül azonban, hogy háromból tényleg csak kétszer válik be a módszer: Barney csúnyán felsült, és meztelenül kizárta a nő a lakásból, a telefonját pedig a vécébe dobta. Hazafelé osonva meztelenül egy üzlet előtt kiakasztva öltönyöket lát, de nem veszi fel őket, mert ócskák, hanem megy tovább pucéran.

## Kontinuitás
- Robin egyik indoka a szexre a 46-ból, az "szerelmet vallott, de nem állsz készen viszonozni". Ugyanez történt vele és Teddel.
- Lily elmondja, hogy egyszer azért szexelt Marshall-lal, mert nem tudott elaludni, és ezért felébresztette őt. A "Hűha, nadrágot le" című részből kiderül, hogy annyira ellaposodott a kapcsolatuk, hogy sokszor csak úgy megkérdezik egymástól, hogy akarják-e, és így kezdenek bele.
- Barney vonzódása a randikat forradalmasító ötletek iránt már ismert volt: ilyen többek között a citromtörvény.
- Ted már korábban is kifejtette, hogy Pablo Neruda a kedvenc költője.

## Jövőbeli visszautalások
- Csak azért szexelni valakivel, hogy legyen hol aludni "A szexmentes fogadós" című rész témája.
- Barney saját módszereit a Taktikai Könyvben összegzi, a sorozat későbbi epizódjaiban.
- A "Kacsa vagy nyúl" című részben Don megemlíti, hogy egy fickó (Barney) blogján olvasott a Pucér Pasiról.
- A kecske története "Az ugrás" című részben fejeződik be.
- Mitch a "háromból kettő" szabályt 2008 Szent Patrik napján fedezte fel, amikor éppen az Anya volt az, aki nemet mondott neki, az "Így jártam apátokkal" című részben.
- Lily és Marshall nem tudják megbeszélni másokkal a szexuális életüket úgy, hogy maguk helyett ne egy harmadik személyre célozgassanak, aki valamikor megvolt nekik. Ez történik "A Tesóeskü" című részben, a "Romboló építész" című részből viszont kiderül, hogy Lily és Robin beszélnek egymás közt a témáról.

## Érdekességek
- Ted felidézi, hogy sok furcsa dolgot látott már a közös lakásukban. Köztük van a kecske is, csakhogy ez lehetetlen, hiszen hiába volt "A kecske" című epizód hamarabb, mint ez, Ted már abban elmondja, hogy rosszul mesélte a történetet, és igazából "Az ugrás" című részben volt ott a kecske, ami ezután játszódik.
- Magának a Pucér Pasinak a technikája a Doogie Howser című sorozatban volt először látható, amelyben Neil Patrick Harris is játszott.
- Az utolsó jelenetben Mitch-nek két árnyéka is van.

## Vendégszereplők
- Candace Moon – Cristina
- Courtney Ford – Vicky
- Adam Paul – Mitch
- David Tran – buszos fiú
- Kevin Michael Walsh – betörő #1
- Jim Woods – betörő #2

## Zene
- Gorgeous Behaviour – Marching Band